# Lanugo retentor
Lanugo retentor là một loài tò vò trong họ Ichneumonidae.